# Roberto Bordi
Roberto Bordi OFM (ur. 2 stycznia 1946 w Rzymie) – włoski duchowny rzymskokatolicki posługujący w Boliwii, w latach 2011–2021 biskup pomocniczy El Beni.

## Życiorys
Święcenia kapłańskie otrzymał 4 lipca 1971 w zakonie franciszkanów. Po święceniach wyjechał do Argentyny i podjął pracę w zakonnych parafiach. Od 1999 pracował w boliwijskim Camiri i w latach 2004-2006 był delegatem w miejscowym wikariacie apostolskim. W kolejnych latach był proboszczem w Magdalenie.
6 listopada 2010 papież Benedykt XVI mianował go biskupem pomocniczym wikariatu El Beni oraz biskupem tytularnym Mutugenny. Sakry biskupiej udzielił mu 20 stycznia 2011 kard. Julio Terrazas Sandoval.
11 lutego 2021 przeszedł na emeryturę.